# Општина Фарау (Алба)
Фарау (рум. Fărău) општина је у Румунији у округу Алба.
Oпштина се налази на надморској висини од 346 m.